# Nadia Russo
Nadia (Nadejda) Russo-Bossie (17 de junho de 1901 – 22 de janeiro de 1988) foi uma aviadora russa-romena pioneira.

## Biografia
Nadia nasceu em Tver, Rússia. Em 1936, foi uma das primeiras mulheres romenas a obter uma licença de voo. Em 1937, obteve um Bücker Bü 131. A metade do preço de compra foi paga pelo Ministério da Aviação da Romênia e a outra metade por assinatura pública em Chişinău. Ela morreu em Bucareste em 1988.

## Prêmios
- Cruz de Ouro da Ordem da Virtude Aeronáutica com Espadas (12 de setembro de 1941)
- Ordem de Mérito da Águia Alemã, 3ª classe (Alemanha, 1942)
- Ordem da Cruz da Rainha Marie, 3ª classe (1943)